# Kerrang!
Kerrang! är ett brittiskt rockmusikmagasin som ges ut en gång i veckan av EMAP. Tidskriften anses vara världens mest sålda rockveckotidning.
Namnet är onomatopoetiskt och imiterar ljudet som uppstår då man slår sönder en elektrisk gitarr. 

## Historia
Det första numret av tidningen utkom 6 juni 1981. Ursprungligen var det en engångsbilaga till tidskriften Sounds, som tog upp den nya vågen av brittisk heavy metal (NWOBHM) och annan ny hårdrock. 
Genom åren har Kerrang!s musikaliska linje fluktuerat kraftigt, och tidningen har ofta dumpat en viss linje helt då en ny stil inom rocken blivit populär. På 1980-talet skrevs det mest om ny heavy metal, medan grungen tog över på 1990-talet, och nu-metalen och emon på 2000-talet. I likhet med den amerikanska musiktidskriften Rolling Stone, har det alltid ansetts som en stor ära för en grupp eller artist att stoltsera på omslaget av Kerrang! 
Den nuvarande chefredaktören Paul Brannigan har försökt göra den musikaliska diversiteten bredare, och tidningen skriver numera också om äldre band.
Kerrang! har också egna tv- och radiokanaler, samt ett diskussionsforum på internet.